# 死体恐怖症
死体恐怖症（したいきょうふしょう）またはネクロフォビア（英語: Necrophobia）は、死んだもの（例：死体）及び死に関連するもの（棺、墓石、葬儀、墓地）に非合理的な恐怖を抱く特定の恐怖症。あらゆる種類の感情で、死への執着は魅力と客観化の両方で明らかになる。文化的な意味では、死体恐怖症は文化的集団による死への恐怖、たとえば死者の霊が化けて出て生者を悩ませるという信念を意味するために使用されることもある。 
症状には、息切れ、荒い呼吸、不規則な心拍、発汗、口渇、震え、気分が悪くなる、心理的に不安定になる、全般的な不安と恐怖感を覚えるなどがある。 患者は常にこの恐怖症を感じ得る。患者はまた、死んだ動物との遭遇や、愛する人や友人の葬式のように何かが恐怖の引き金となっている時もこの感覚を経験するかもしれない。死を目の当たりにしたり、または子供の頃に葬式への出席を強制されたりしたときにこの恐怖症が発達した可能性がある。一部の人々は恐ろしいメディアを見た後にこれを経験する。恐怖は深刻な状態として現れることがある。治療の選択肢には、投薬と心理療法がある。「Necrophobia」は「死体」を意味するギリシア語の「nekros」（νεκρός）と、「恐怖」を意味するギリシア語の「Phobos」 （φόβος）に由来している。 